# پاسکواله فاتی
پاسکواله فاتی (به ایتالیایی: Pasquale Foti) (زاده ۳ فوریه ۱۹۵۰ در رجو کالابریا) کارآفرین و رئیس باشگاه فوتبال رجینا است.
او از جمله کسانی است که نامش در پرونده کالچو پولی مطرح شد.